# FIRE (우주선)
FIRE는 목성의 위성인 이오 탐사와 목성 탐사를 목적으로 하는 탐사선이다. 2011년 처음 뉴 프론티어 계획에 제안되었으며, 2012년 구체적인 계획이 나오고 예산이 배정되었다.

## 역사와 제작 배경
2011년, 처음 뉴 프론티어 계획을 이을 탐사선 디자인으로 제출되었으며, 2012년 구체적인 계획이 짜였다. 그러나 뉴 프론티어 계획의 일환으로 선발되지 못했다.

## 과학장비
VOLCANO:가시광선과 근적외선을 촬영하는 카메라다. 이오의 표면과 화산, 대기 등을 찍는 것이 목적이다.
MAGMA:자기장과 자기력을 측정하는 장비다. 이오와 목성의 플라즈마와 자기장을 아는 것이 목적이다.
CALDERA:물질을 분석하는 장비다. 이오의 화산재와 흙, 대기 입자 등을 분석하는 것이 목적이다.
FLARE:전파를 탐지하는 장치로, 전파 탐지 겸 통신도 한다. 이오의 전파를 탐사하는 것이 목적이다.

## 지원, 개발, 투자
- NASA
- JPL
- GSFC
- 록히드마틴

## 같이 보기
- 이오 화산 관측선